# Fraconalto
Fraconalto est une commune italienne de la province d'Alexandrie dans le Piémont en Italie.

## Administration
| Période                                  | Période  | Identité        | Étiquette     | Qualité |
| ---------------------------------------- | -------- | --------------- | ------------- | ------- |
| 14/06/2004                               | En cours | Andrea Bagnasco | Liste civique |         |
| Les données manquantes sont à compléter. |          |                 |               |         |

### Communes limitrophes
Busalla, Campomorone, Mignanego, Ronco Scrivia, Voltaggio